# Смирнов, Николай Семёнович
Николай Семёнович Смирнов (1767 или 1768, Москва — 26 августа (6 сентября) 1800 года, село Тельминское Иркутской губернии) — русский поэт и переводчик XVIII века.

## Биография
Сын крепостного — управляющего имениями князей Голицыных и книготорговца. Его отец в первой половине 1780-х годов отвечал за распространение последних томов «Поучительных слов…» Платона Левшина..
Получил хорошее домашнее образование, знал французский, итальянский и немного английский языки. Посещал лекции в Московском университете, брал уроки у С. Е. Десницкого.
После безуспешных попыток отца выкупить семью из крепостной зависимости в феврале 1785 года вместе с М. Курбатовым, товарищем по мастерской архитектора К. И. Бланка, попытался бежать в Европу для обучения в одном из университетов, однако в дороге сначала был обобран мошенниками, а позже заболел и был схвачен. Во время следствия составил автобиографические показания, изданные позже К. В. Сивковым. Решением Санкт-Петербургской палаты уголовного суда был приговорён к повешению, но в связи с отменой смертной казни приговор был заменён на 10 ударов кнутом, вырезание ноздрей, заклеймление и каторгу. Однако по приказу Екатерины II он получил «помилование» и в июле 1785 года был отправлен в Сибирь «в состоящие в Тобольске воинские команды солдатом», куда прибыл в сентябре 1785 года.
В октябре 1788 года был произведен в фурьеры, а в декабре того же года — в сержанты. Начальство решило использовать образованность Смирнова и в октябре 1790 года в Кударинской крепости под его руководством было создано училище Екатеринбургского полевого мушкетного батальона, где до июня 1792 года он преподавал большинство предметов. В мае 1794 года он был командирован в Усть-Каменогорскую крепость, где им также было организовано училище Иркутского драгунского полка, в котором он до августа 1796 года обучал «малолетних разного звания чинов».
С февраля 1793 года по март 1794 года, а также, по-видимому, в 1796 году Смирнов выполнял различные геологические и организационные работы на Колывано-Воскресенских заводах. В апреле 1797 года в Тобольске он встречался с А. Н. Радищевым, который, как считается, использовал в главе «Городня» «Путешествия из Петербурга в Москву» историю побега Николая Смирнова для создания образа крепостного интеллигента. В сентябре того же года по просьбе директора создававшейся в это время Иркутской казенной суконной фабрики О. И. Новицкого, Смирнову удалось уволиться из армии, и он был зачислен в штат фабрики на должность секретаря с присуждением ему 15 января 1798 года гражданского чина губернского регистратора, а 18 декабря 1799 года был возведен в городового секретаря.

## Литературные интересы
Любимым чтением его были сочинения Николая Карамзина, Соломона Гесснера, «Страдания юного Вертера» Гёте, «Поэмы Оссиана», Дж. Томсона, также стихи английского поэта Эдуарда Юнга, поэму которого «Смерть Нарциссы» он перевел на русский язык. Мотивы такой, в основном, сентименталистской литературы в значительной мере отразились на его собственной поэзии.
В 1790-х годах сотрудничал в журнале «Иртыш, превращающийся в Иппокрену». Опубликованные в журнале анонимно или за подписью «Н. С.» его поэтические и прозаические сочинения и переводы являются его самыми ранними известными художественными произведениями. Первая часть «Иртыша» открывалась его прозаическим переводом «Смерть Нарциссы, дочери славного Юнга», сделанным с французского перевода П. Летурнера. Юнгианская меланхолия заметна и в других сочинениях Смирнова, в частности в «Стихах на жизнь», где поэт сожалеет о собственном рождении. На это стихотворение И. И. Бахтин откликнулся «Моим возражением. На те же рифмы», поэтический диалог должен был продолжиться «Ответом с теми же рифмами», однако это стихотворение при жизни Смирнова не было напечатано.
В 1794—1795 годах Смирнов посылает свои сочинения и переводы в журнал «Приятное и полезное препровождение времени» под псевдонимом Даурец Номохон. В этих произведениях сохраняется влияние на Смирнова Юнга и Оссиана («Вечер на горе Могое», «Прощальная слеза на гроб друга», «Морна» — переведенный с английского отрывок из «Фингала» Оссиана), но в то же время появляются и мотивы, присущие поэзии Г. Р. Державина («Благодарность») и И. Ф. Богдановича («Душенька»). В стихотворении «К Мурзе», адресованном к Державину, характерный для предромантической литературы мрачный колорит приобретает местные, сибирские черты.
Творчество Смирнова отличает то, что за характерными для предромантической поэзии мотивами (меланхолия, неправедные страдания и т. д.) стояла его собственная тяжелая судьба. Это отразилось и в принадлежащей его перу повести «Зара» — первом оригинальном русском переложении сюжета «Инкл и Ярико», сделанном на основе эпизода из «Истории обеих Индий» Г.-Т.-Ф. Рейналя.

## Семья
Был женат, детей не имел.

## Произведения
- Стихи на жизнь («О вы! которые рождаетесь на свет!..») 1790
- Ответ с теми же рифмами («Не много мудрецов рождается на свет…») 1790
- Песня («Как мне не плакать, ах! как мне не рваться…») 1795
- Песня («На что, печальна лира…») 1795
- К Мурзе («Мурза! тебе, я чаю…») 1795
- Благодарность («В злато-рубиновой порфире…») 1795